# Presidenti della Lituania
I presidenti della Repubblica della Lituania si sono succeduti dal 1918, allorché il Paese, pochi mesi dopo il raggiungimento dell'indipendenza dall'Impero russo e la proclamazione del regno, esautorò il re Mindaugas II.
Dal 1940 al 1990 la carica di capo dello Stato fu ricoperta dal presidente del Soviet supremo della Repubblica Socialista Sovietica Lituana.

## Lista

### Presidenti della Repubblica dal 1918 al 1940
| Presidente    | Presidente                           | Partito                                      | Dal              | Al               |
| ------------- | ------------------------------------ | -------------------------------------------- | ---------------- | ---------------- |
|               | Antanas Smetona (primo mandato)      | Unione dei Nazionalisti Lituani              | 2 novembre 1918  | 4 aprile 1919    |
| 4 aprile 1919 | Antanas Smetona (primo mandato)      | Unione dei Nazionalisti Lituani              | 19 giugno 1920   |                  |
|               | Aleksandras Stulginskis              | Democratici Cristiani di Lituania            | 19 giugno 1920   | 7 giugno 1926    |
|               | Kazys Grinius                        | Unione dei Contadini e dei Verdi di Lituania | 7 giugno 1926    | 18 dicembre 1926 |
|               | Jonas Staugaitis                     | Unione dei Contadini e dei Verdi di Lituania | 18 dicembre 1926 | 19 dicembre 1926 |
|               | Aleksandras Stulginskis (ad interim) | Democratici Cristiani di Lituania            | 19 dicembre 1926 | 19 dicembre 1926 |
|               | Antanas Smetona (secondo mandato)    | Unione dei Nazionalisti Lituani              | 19 dicembre 1926 | 15 giugno 1940   |
|               | Antanas Merkys (ad interim)          | Unione dei Nazionalisti Lituani              | 15 giugno 1940   | 17 giugno 1940   |
|               | Justas Paleckis (non riconosciuto)   | Partito Comunista della Lituania             | 17 giugno 1940   | 21 luglio 1940   |

## Presidenti della Repubblica Socialista Sovietica Lituana dal 1940 al 1990
| Presidente | Presidente                       | Partito                             | Dal            | Al            |
| ---------- | -------------------------------- | ----------------------------------- | -------------- | ------------- |
|            | Soviet Supremo della RSS Lituana | Partito Comunista della RSS Lituana | 21 luglio 1940 | 11 marzo 1990 |

## Presidenti della Repubblica dal 1990
| Presidente | Presidente                      | Elezione       | Mandato          | Mandato          |
| Presidente | Presidente                      | Elezione       | Inizio           | Fine             |
| ---------- | ------------------------------- | -------------- | ---------------- | ---------------- |
|            | Vytautas Landsbergis            |                | 11 marzo 1990    | 25 novembre 1992 |
|            | Algirdas Brazauskas             | 1993           | 25 novembre 1992 | 25 febbraio 1998 |
|            | Valdas Adamkus                  | 1997-98        | 26 febbraio 1998 | 26 febbraio 2003 |
|            | Rolandas Paksas                 | 2002-03        | 26 febbraio 2003 | 6 aprile 2004    |
|            | Artūras Paulauskas (ad interim) |                | 6 aprile 2004    | 12 luglio 2004   |
|            | Valdas Adamkus                  | 2004           | 12 luglio 2004   | 12 luglio 2009   |
|            | Dalia Grybauskaitė              | 2009           | 12 luglio 2009   | 12 luglio 2014   |
| 2014       | Dalia Grybauskaitė              | 12 luglio 2014 | 12 luglio 2019   |                  |
|            | Gitanas Nausėda                 | 2019           | 12 luglio 2019   | 12 luglio 2024   |
| 2024       | Gitanas Nausėda                 | 12 luglio 2024 | in carica        |                  |